# 余韻 (来生たかおのアルバム)
『余韻』（よいん）は、2008年にリリースされた来生たかおの23枚目のオリジナルアルバム（CD〈規格品番：ANOC-6151〉）である。

## 概要
※原則的に、来生たかおは“来生”に省略、来生えつこは“来生えつこ”と表記。
来生は前作『avantage』が最後のアルバムになるかも知れないと思っていたが、関係者からアルバム制作の誘いがあり、実現したことを明かしている。来生は全曲書き下ろしのアルバム制作に自信を持てなかったが、『30th Anniversary X’mas Concert Tour 2005 avantage アヴァンタージュ』で幼少時の愛唱歌である「雨に咲く花」をカヴァーしたことがとっかかりとなり、他作曲家作品のカヴァーアルバムというアイディアが持ち上がった。また、どうせならオリジナル曲も入れてはどうかという周辺の意見から、カヴァー曲・オリジナル曲で別々に1枚ずつ制作する案もあったが、最終的に7曲がオリジナル、6曲がカヴァーという形に落ち着き、有名・無名にこだわらず、あくまで来生がソングライターとして感銘を受けた楽曲や、幼少期から気に入っていた楽曲の中から、歌詞よりメロディーの良さで厳選された。
編曲は矢倉銀（来生たかおの編曲時のペンネーム）と渡辺俊幸で行われている。来生がたまたま観ていたNHK総合『NHKスペシャル にっぽん家族の肖像』のテーマソングに感銘を受け、その作者である渡辺に自ら依頼したという。
ブックレットには“ニューアルバムによせて”と題された来生自身による各カヴァー曲の解説が掲載されており、ブックレットの題字・イラストは来生えつこの直筆によるものである。アルバムタイトルには、聴き終わった後に小津安二郎作品のような余韻が残るように、との思いが込められている。
なお、ブックレットには“プロデューサー”は明記されておらず、“エグゼクティブプロデューサー”として安西範康の名が記されている。

## パッケージの体裁

### ディスクジャケット
ジュエルケースにブックレットを挿入

### 帯のコピー
オリジナル7曲に加え、初めてカバー曲にも挑戦した贅沢なアルバム。来生たかおがこれぞ昭和の名曲と自らセレクトした6曲を厳選収録。

## 収録曲
1. リフレイン（1：03）
  - 作詞：来生えつこ ／ 作曲：来生たかお ／ 編曲：矢倉銀
  - 本アルバムのコンセプトを紹介するような短い楽曲。
2. バルコニーへ（5：10）
  - 作詞：来生えつこ ／ 作曲：来生たかお ／ 編曲：渡辺俊幸
3. 夏の迷宮（3：52）
  - 作詞：来生えつこ ／ 作曲：来生たかお ／ 編曲：矢倉銀
4. クレーター（4：42）
  - 作詞：来生えつこ ／ 作曲：来生たかお ／ 編曲：渡辺俊幸
5. 春の窓（4：37）
  - 作詞：来生えつこ ／ 作曲：来生たかお ／ 編曲：矢倉銀
6. 渦（4：24）
  - 作詞：来生えつこ ／ 作曲：来生たかお ／ 編曲：渡辺俊幸
7. 思い出時計（5：32）
  - 作詞：来生えつこ ／ 作曲：来生たかお ／ 編曲：矢倉銀
8. 今日でお別れ（5：00）
  - 作詞：なかにし礼 ／ 作曲：宇井あきら ／ 編曲：渡辺俊幸
  - 来生は、シンプルで美しい楽曲と評し、“一生に一度こんな曲を書けたら作曲家冥利に尽きる”とする一方で[3]、歌詞に描かれているようなタイプの女性は苦手と語っている[4]。
9. あいつ（3：04）
  - 作詞：平岡精二 ／ 作曲：平岡精二 ／ 編曲：矢倉銀
  - 平岡精二のメロディセンスに魅了されて選曲したと述べている[3]。
10. ギターをひこう（3：29）
  - 作詞：水木かおる ／ 作曲：小林亜星 ／ 編曲：矢倉銀
  - 元々、加藤登紀子が歌った楽曲で、マイナーコードで進行しているものがサビで一転メジャーコードへ展開する斬新さに着眼すると同時に[3]、また、サビのコード進行の心地好さにも惹かれ、同様のコード進行を自作曲で多用しているという[5]。
11. 雨に咲く花（3：38）
  - 作詞：高橋掬太郎 ／ 作曲：池田不二男 ／ 編曲：矢倉銀
  - 井上ひろしがリバイバルヒットさせた楽曲で、幼少期の愛唱歌だという[3]。ライヴやテレビ番組でも以前からカヴァーしていた。
12. 爪（4：08）
  - 作詞：平岡精二 ／ 作曲：平岡精二 ／ 編曲：矢倉銀
  - こういった洒落たメロディに弱いと語り、同じく平岡精二の手による「学生時代」（歌唱：ペギー葉山）も好きな1曲として挙げている[3]。
13. 二人の世界（3：43）
  - 作詞：山田太一 ／ 作曲：木下忠司 ／ 編曲：渡辺俊幸
  - あおい輝彦が歌った、TBS系ドラマ『二人の世界』の主題歌で、ドラマと共に印象に残っていると述べている[3]。

## 参加ミュージシャン
- Piano：倉田信雄
- Electric Guitar：古川望
- Acoustic Guitar：田代耕一郎
- Electric Bass：渡辺直樹
- Drums：渡嘉敷祐一
- Percussion：川瀬正人

※クレジットなし（渡辺俊幸公式サイトのブログより）

## 参加スタッフ
- Executive Producer：安西範康（エニー）
- Mastering Engineer：山本貴規（東京CDセンター）
- Manipulator：小田木隆明
- Coordinate：フェイスミュージック
- Design, Photographs：三島浩
- DTP：三島文夫
- Artist Management：小松裕二、遠藤直樹、島崎有紀
- Director：坂口公一（日本音声保存）
- 協力：テン・イヤーズ、サウンドマン
- Special Thanks To 渡辺俊幸、宮崎真哉、渡辺智加、源井和仁（ビコーズ）